# Saint-Julien-sur-Veyle
Saint-Julien-sur-Veyle ist eine französische Gemeinde im Département Ain in der Region Auvergne-Rhône-Alpes. Sie gehört zum Kanton Vonnas im Arrondissement Bourg-en-Bresse. Die Bewohner nennen sich die Juliveylois oder Juliveyloises.

## Lage
Die Gemeinde Saint-Julien-sur-Veyle liegt in der Landschaft Bresse, 20 Kilometer westlich von Bourg-en-Bresse. Sie grenzt im Nordosten an Vonnas, im Süden an Sulignat, im Südwesten an Illiat, im Westen an Saint-André-d’Huiriat und im Nordwesten an Biziat. Im Norden reicht das Gemeindegebiet bis an die Veyle.

## Bevölkerungsentwicklung
| Jahr                       | 1962 | 1968 | 1975 | 1982 | 1990 | 1999 | 2006 | 2012 | 2021 |
| -------------------------- | ---- | ---- | ---- | ---- | ---- | ---- | ---- | ---- | ---- |
| Einwohner                  | 462  | 440  | 434  | 511  | 522  | 527  | 632  | 738  | 848  |
| Quellen: Cassini und INSEE |      |      |      |      |      |      |      |      |      |

## Sehenswürdigkeiten
- Kirche Saint-Julien, Monument historique
- Bauernhof (Ferme Vaux)
- Wassermühle „Moulin de Vavres“

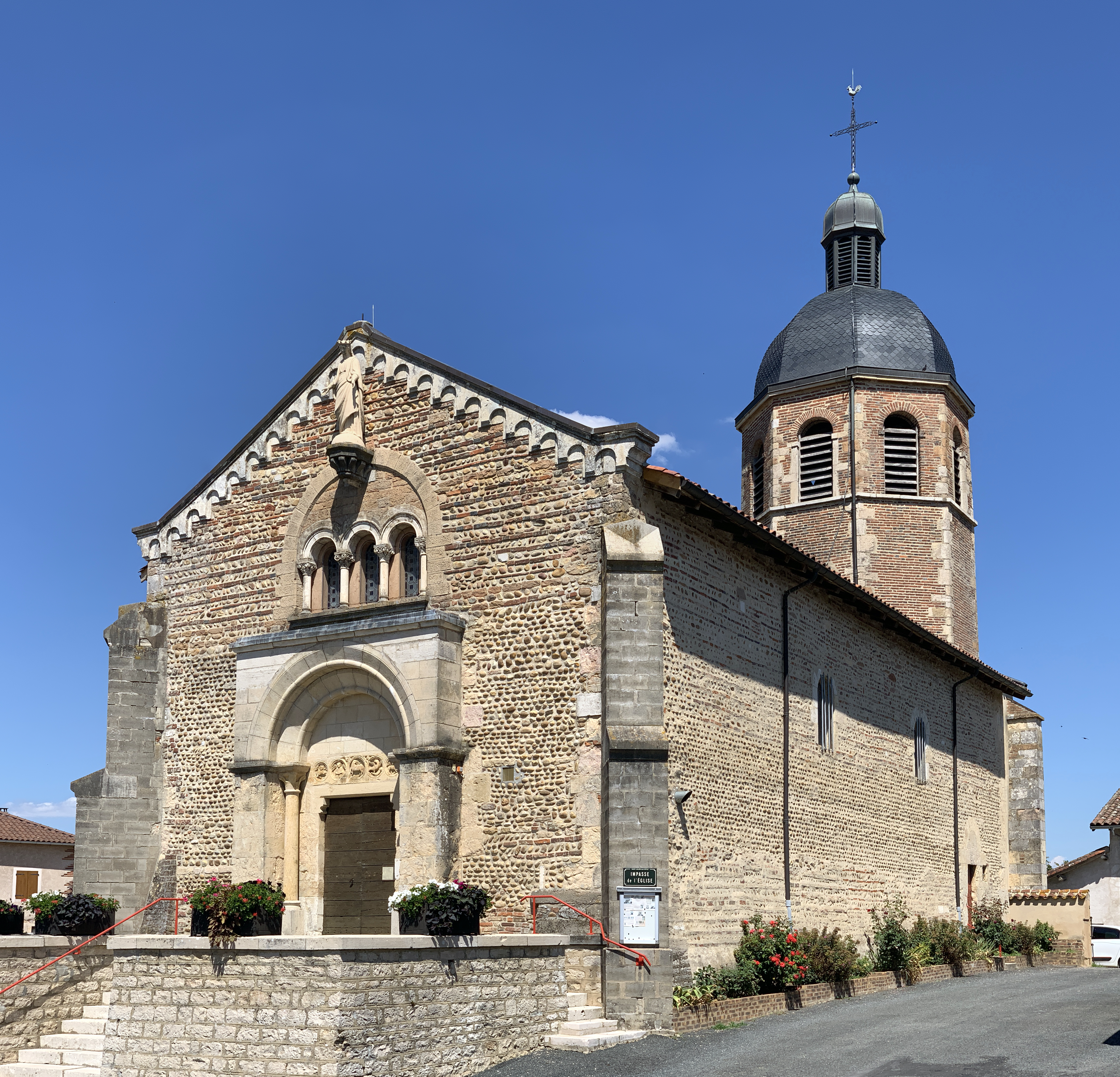
Kirche Saint-Julien
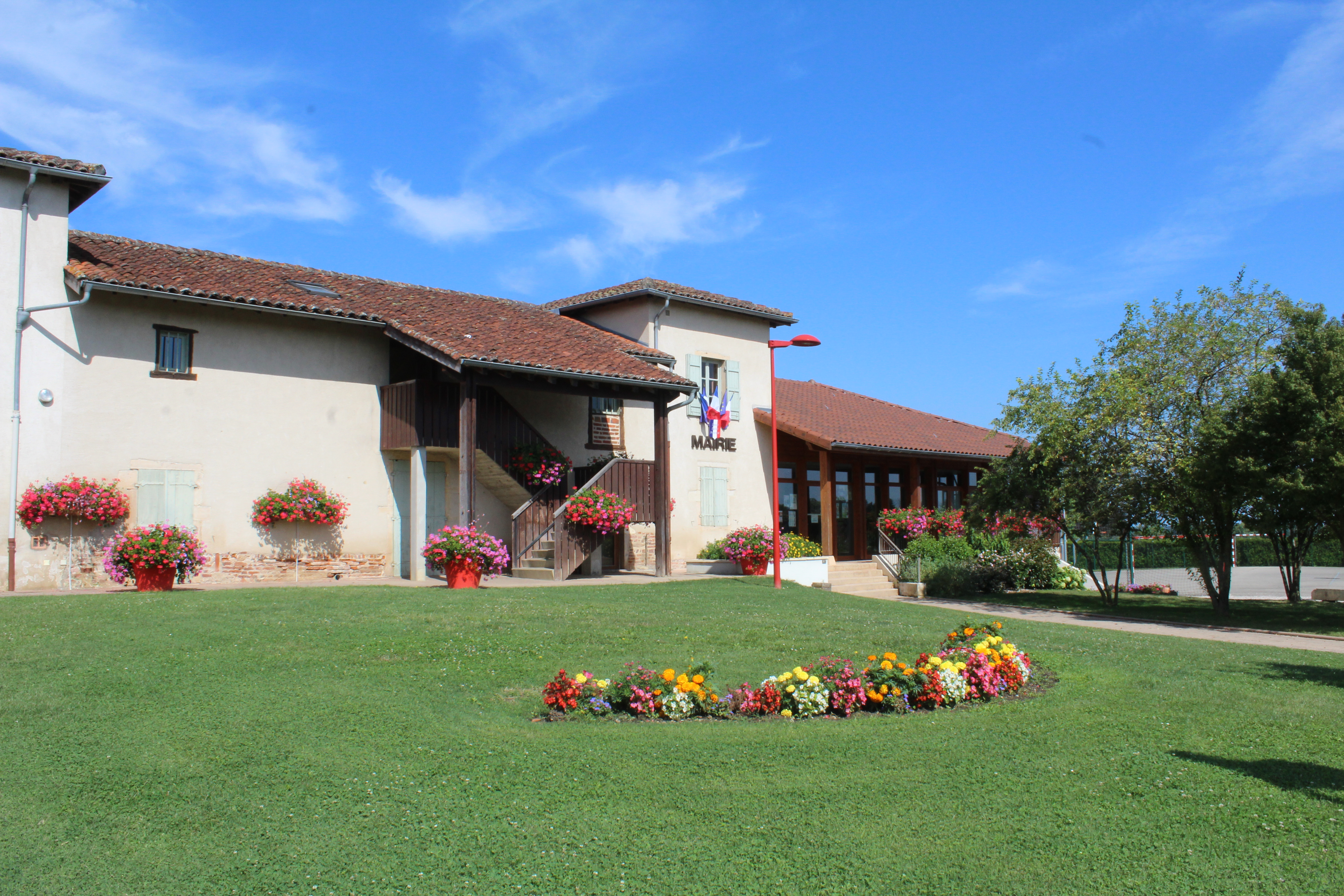
Mairie Saint-Julien-sur-Veyle
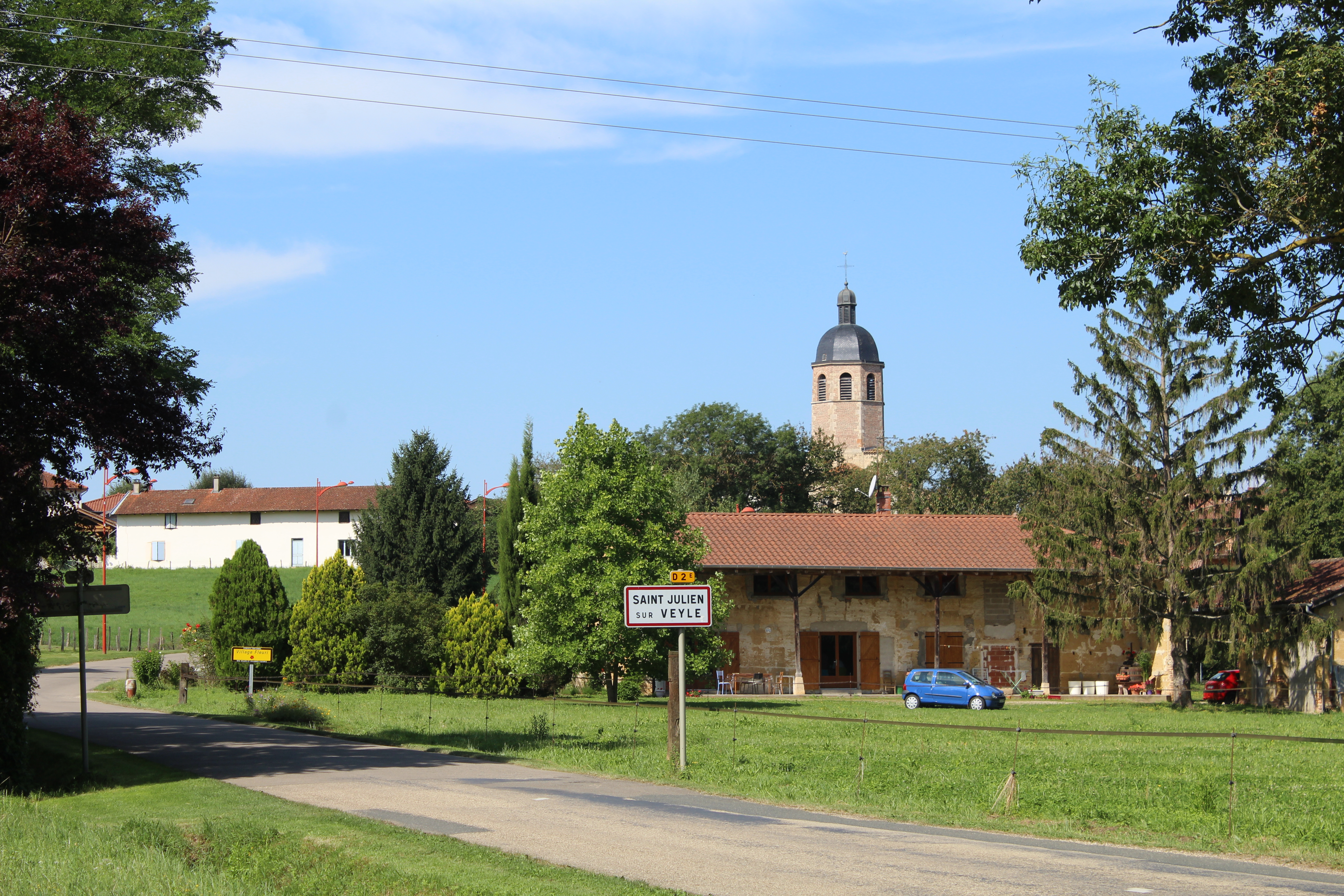
Kirche Saint-Julien
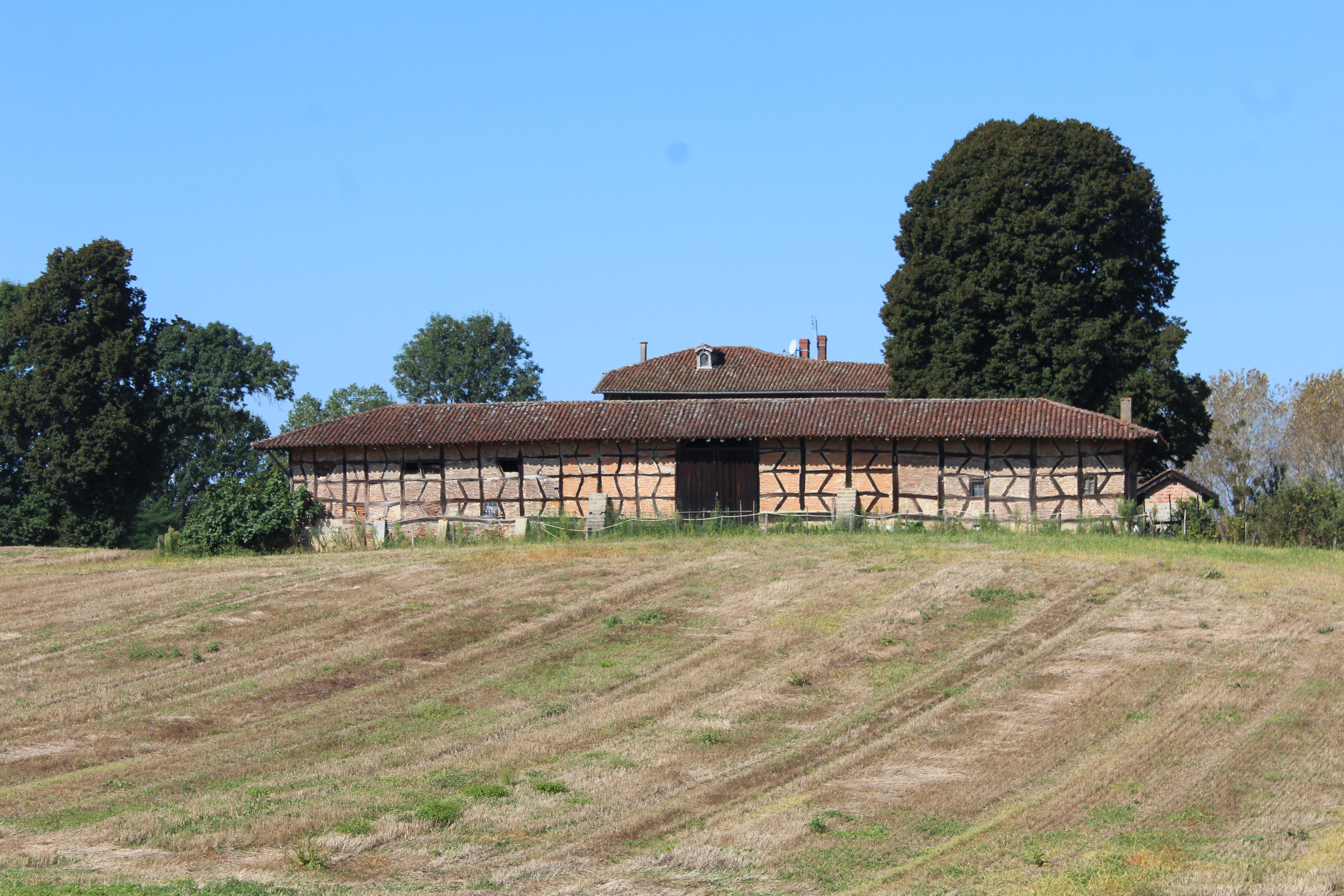
Ferme Vaux
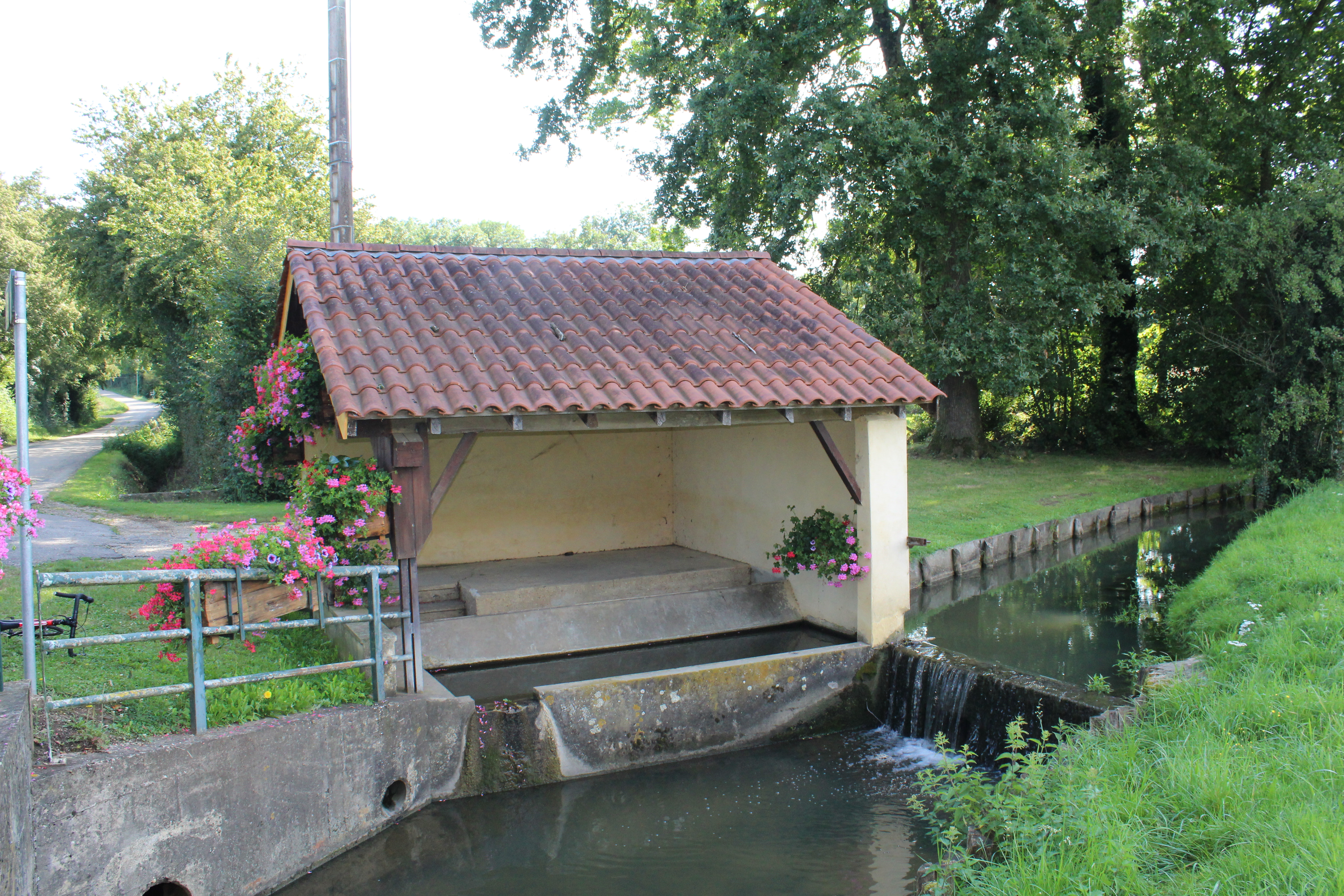
Lavoir
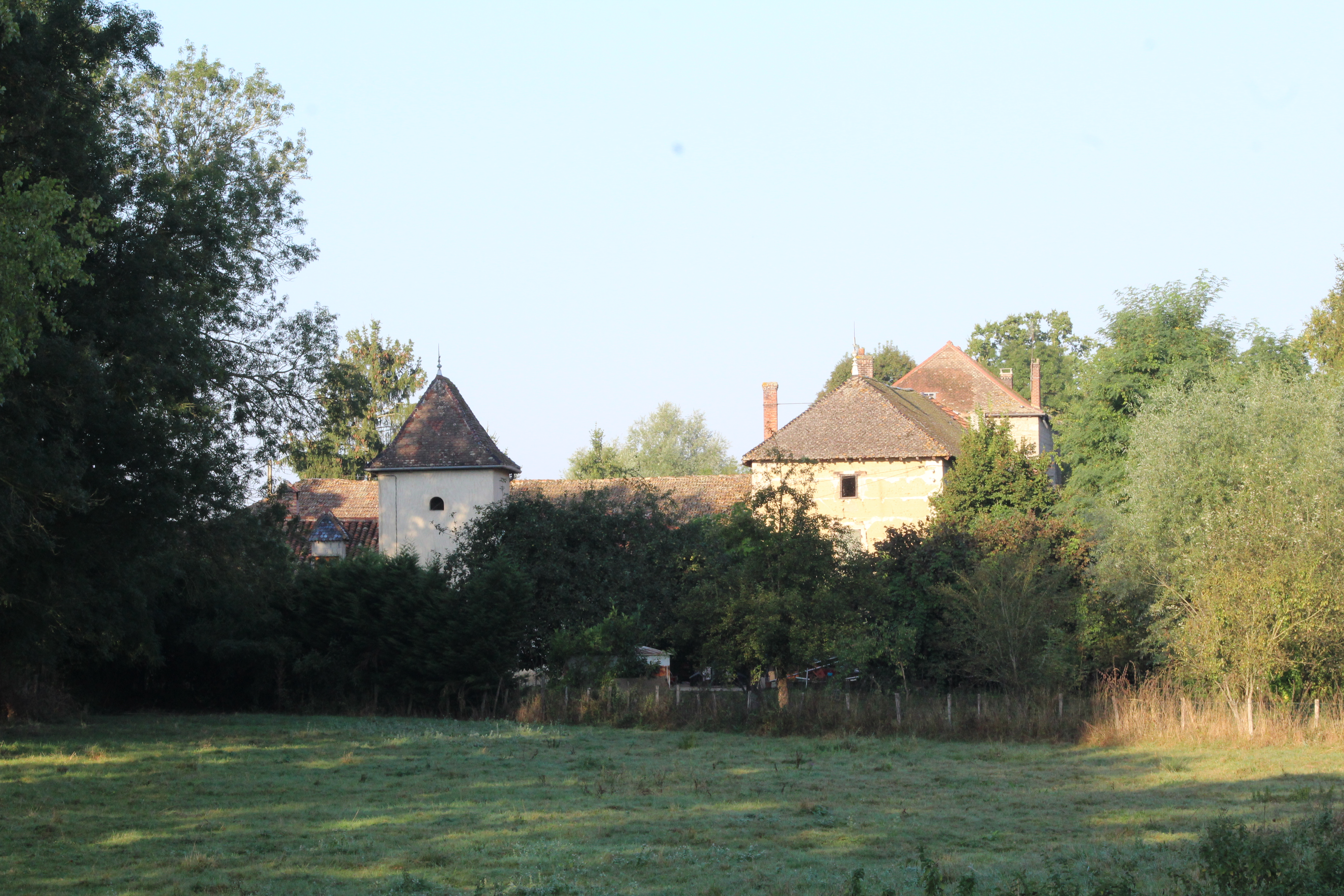
Moulin de Vavres
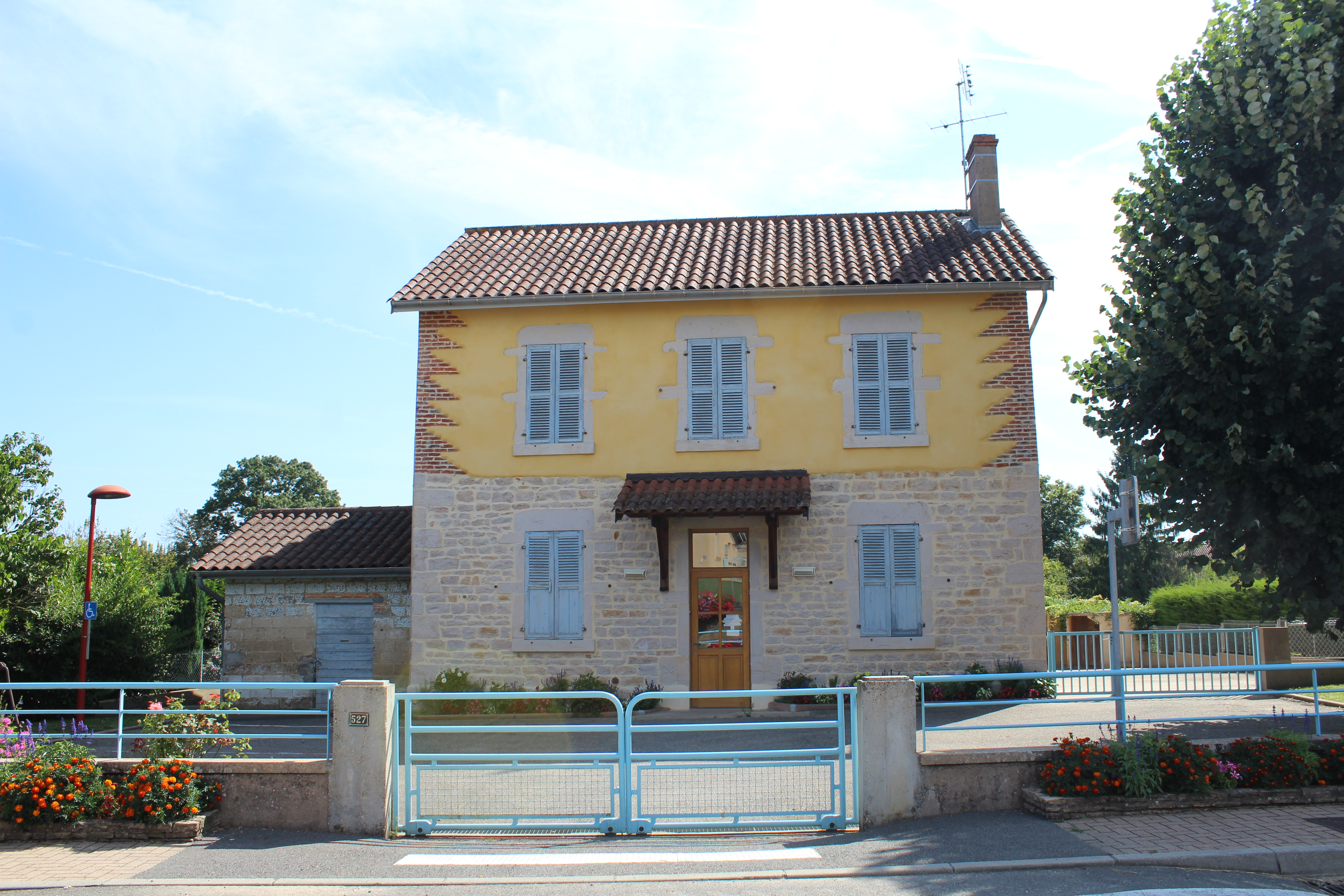
Schulhaus
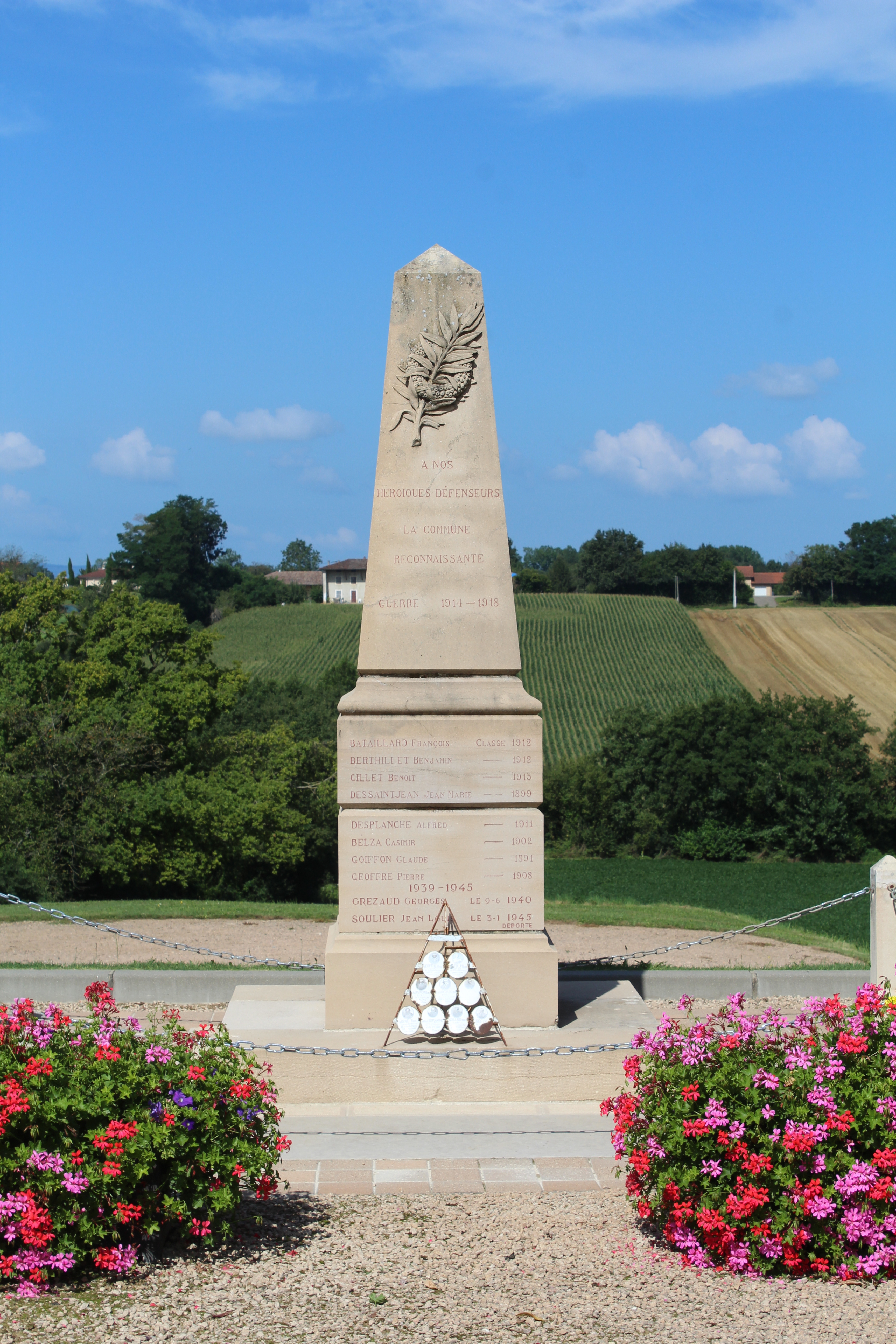
Gefallenendenkmal
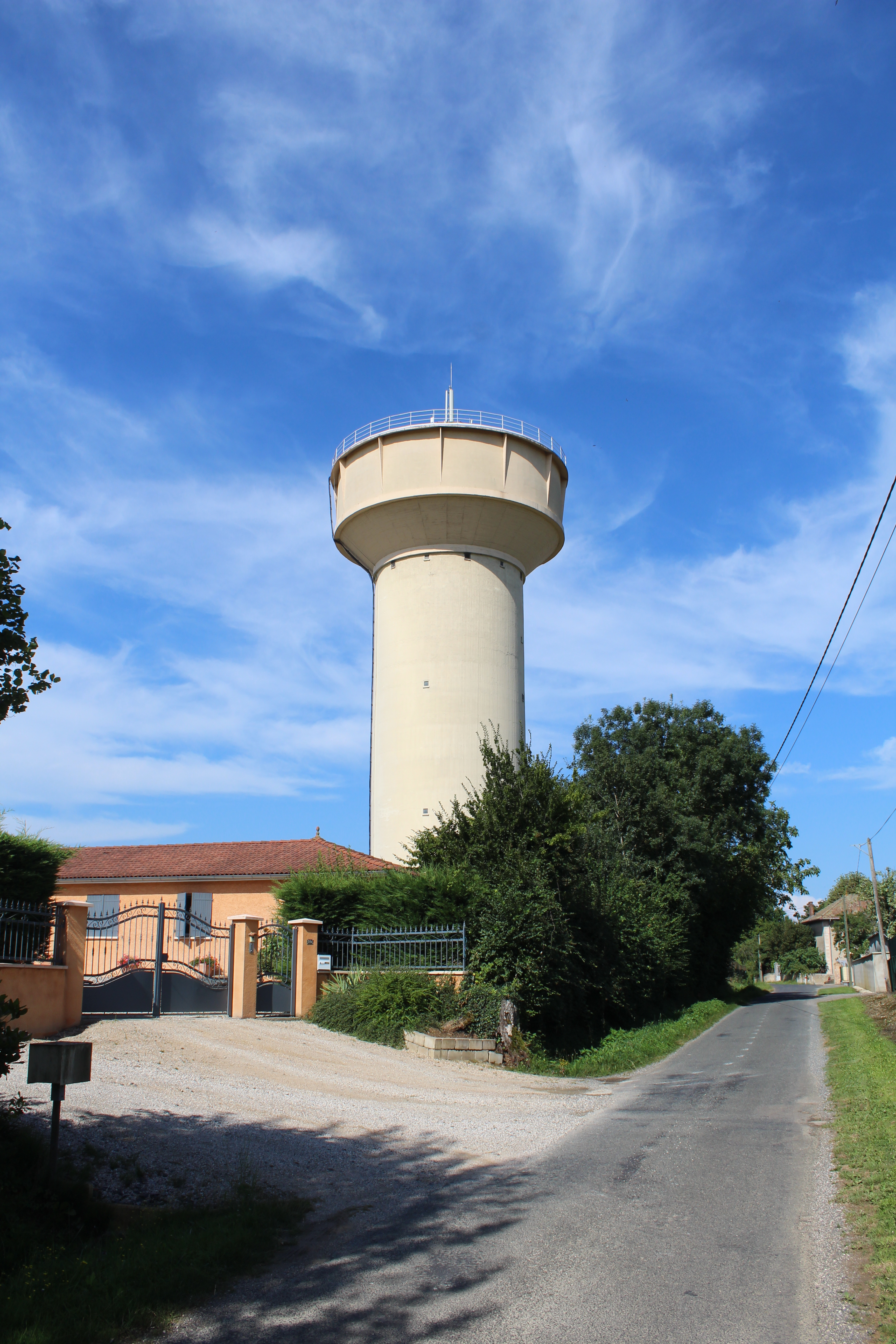
Wasserturm